# Großer Hundskopf (Thüringer Wald)
Der Große Hundskopf ist ein 824 m ü. NHN hoher Berg am Rennsteig im Thüringer Wald. Er befindet sich knapp 1 km nordöstlich der unterhalb des Gipfels liegenden Siedlung Allzunah und etwa 3 km südlich von Stützerbach, die beide zu Ilmenau im Ilm-Kreis in Thüringen gehören.
Von südwestlich des Hundkopfes zweigt nach Süden ohne nennenswerte dazwischen liegende Täler der etwa 8 km lange, durch die Nahe westlich und durch die Schleuse östlich begrenzte Staudenkopf-Rücken ab mit Großen Riesenhaupt (764 m) bei Frauenwald, Schmiedswiesenkopf (784 m) und Kaltem Staudenkopf (768 m). Durch den Trenkbach von diesem Rücken getrennt, geht der Rennwegkopf 751 m östlich Frauenwalds direkt vom Hundskopf nach Süden ab.
Östlicher Nachbargipfel am Rennsteig ist der Große Dreiherrnstein (838 m) unweit der historischen Wegkreuzung Großer Dreiherrenstein.
Auf dem Gipfel des Großen Hundskopfes befindet sich eine Schutzhütte, und südlich davon, an der Abbruchkante des Steinbruches, ein Aussichtspunkt mit Bank (in der Mitte der linken Bildhälfte auf dem Foto rechts) mit Blick auf den südwestlichen Thüringer Wald. Dieser reicht von Frauenwald im Westen über Masserberg bis Neustadt am Rennsteig im Osten und weit darüber hinaus.